# Josef Maria Liebich
Josef Maria Liebich (15. května 1839, Zákupy – 22. února 1908, Horní Police) byl český katolický kněz, dvanáctý infulovaný arciděkan v Horní Polici.

## Život

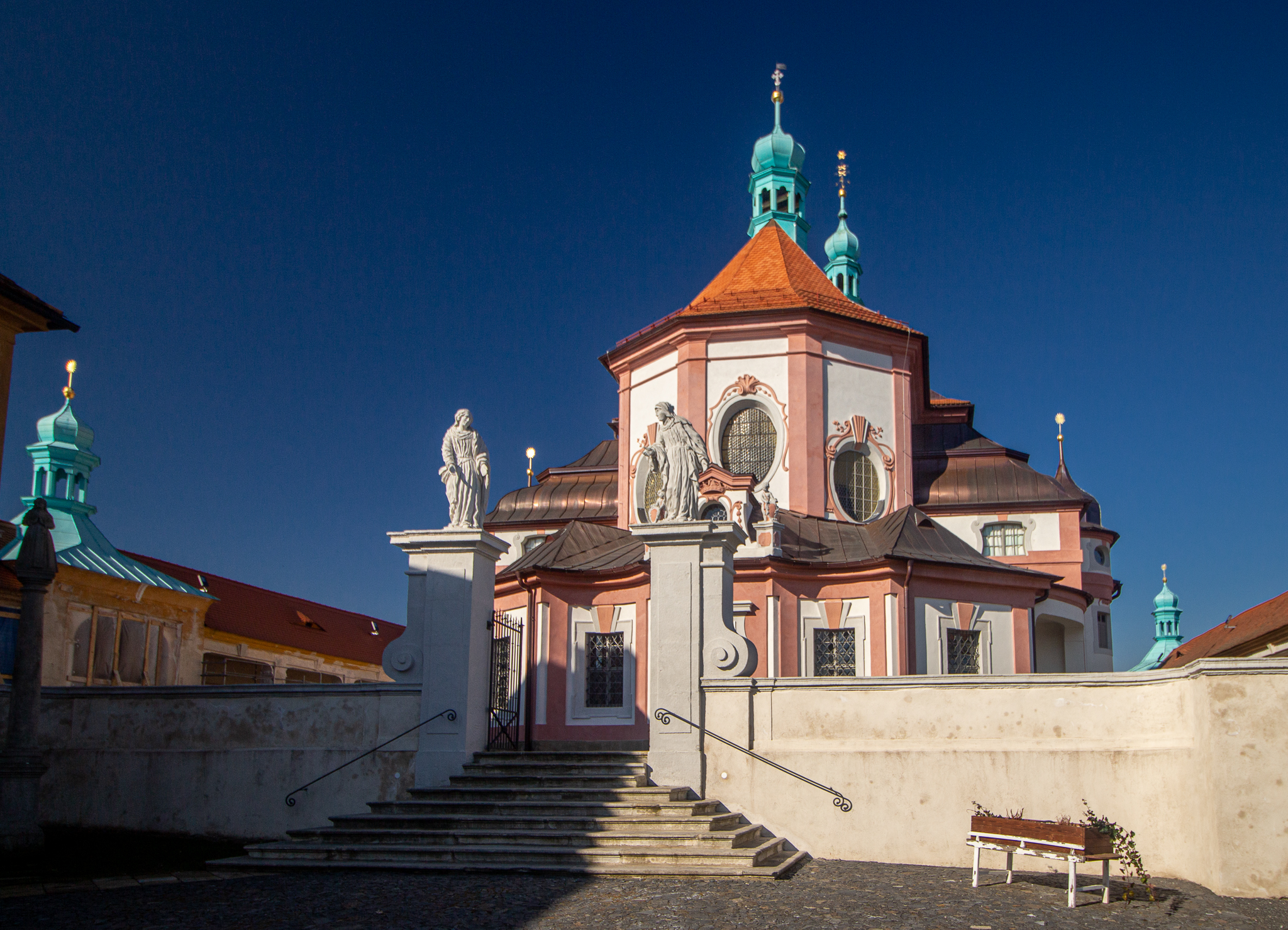
Kostel Navštívení Panny Marie v hornopolickém poutním areálu

Na kněze pro litoměřickou diecézi byl vysvěcen 29. července 1863 a v letech 1881–1897 byl farářem v Dobranově.
V roce 1897 byl instalován do úřadu hornopolického arciděkana, a to dvanáctého v pořadí. K tomuto úřadu se váže ustanovení papežského breve Klementa XII. ze 6. prosince 1736, spojené s právem používat pontifikálie „ad instar Abbatum”, tzn. stal se tak, podobně jako jeho předchůdci, infulovaným arciděkanem.
Litoměřický biskup ocenil jeho schopnosti a jmenoval ho biskupským konzistorním radou.
Dvanáctý hornopolický arciděkan Josef Maria Liebich zemřel 22. února 1908 v Horní Polici.